# Gobierno Autónomo Municipal de Cobija
El Gobierno Autónomo Municipal de Cobija es el nombre oficial de la instancia de gobierno del municipio de Cobija, o alcaldía de Cobija que alberga entre otras poblaciones a la ciudad de Cobija,  capital del departamento de Pando.
De acuerdo a la ley de Autonomías de Bolivia y la organización territorial de Bolivia, los municipios bolivianos tienen la potestad de elegir sus alcaldes en elecciones locales.
El Gobierno Autónomo Municipal de Cobija, también conocido por sus siglas: GAMC, se compone del poder ejecutivo, representado por el alcalde y su equipo, y el concejo municipal constituido por representantes elegidos igualmente por voto popular a través de elecciones municipales cada 5 años.
La actual gestión 2021 - 2026 de la alcaldesa electa Ana Lucía Reis Melena, inicio funciones de manera oficial el 5 de mayo de 2021 cuando ganó las elecciones municipales del 7 de marzo de 2021, con el 44,64 % de votos.